# Massacro di Dachau
Il massacro di Dachau è un atto di rappresaglia commesso da militari dell'esercito statunitense il 29 aprile 1945. Durante le rappresaglie di liberazione di Dachau, i prigionieri di guerra tedeschi furono uccisi dai soldati statunitensi e dagli internati nel campo di concentramento. Non è chiaro quanti membri delle SS siano stati uccisi nell'incidente, ma la maggior parte delle stime pone il numero ucciso intorno a 35-50.
L'episodio ebbe luogo nel campo di concentramento di Dachau, da parte di truppe della 45ª Divisione di fanteria, appartenenti alla 7ª Armata, poco dopo che le truppe statunitensi avevano preso possesso del campo.

## Primo documento storico
Il generale Dwight D. Eisenhower, comandante in capo dell'esercito statunitense, emise un comunicato sull'avvenuta liberazione del campo di concentramento di Dachau usando le seguenti parole:"Le nostre forze hanno liberato Dachau, un campo di concentramento tristemente famoso. Sono stati liberati circa 32 000 prigionieri e 300 SS a guardia del campo sono state rapidamente neutralizzate." Dai primissimi documenti del comando alleato non emergono altre informazioni. Solo successivamente verranno alla luce episodi che saranno oggetto di indagine militare.

### Episodi emersi in seguito alla avvenuta liberazione
- Durante le fasi della liberazione i soldati statunitensi hanno sparato uccidendo un certo numero di guardie SS tedesche, che si presume avessero tentato di arrendersi. Tra queste i militari della Torre B.
- Il tenente William P. Walsh ha ucciso un gruppo di quattro soldati delle SS, dopo che si erano arresi. Pare che Walsh sia rimasto sconvolto dopo aver visto centinaia di cadaveri ammassati in un vagone ferroviario.
- In un'altra esecuzione sommaria, avvenuta in una zona adibita a deposito di carbone, circa dodici prigionieri di guerra tedeschi sono stati uccisi, e altri tre o quattro feriti. Gli ufficiali e i soldati coinvolti hanno dichiarato che i prigionieri stavano cercando di fuggire, le successive indagini degli Stati Uniti hanno smentito questa affermazione.

### Una testimonianza precisa

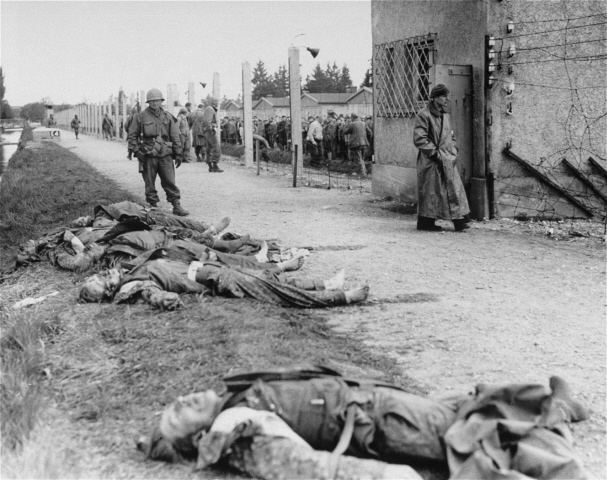
Cadaveri di SS ai piedi della Torre B.

Il colonnello Felix L. Sparks, comandante di un battaglione del 157º Reggimento di Fanteria, 45ª Divisione di Fanteria degli Stati Uniti, ha narrato così i fatti:
Sparks disse subito di dubitare della versione del soldato, e mise un sottufficiale a guardia prima di incamminarsi nuovamente verso il centro del campo.

### Le indagini
L'esercito degli Stati Uniti aprì, il 5 maggio 1945, una indagine su un "asserito maltrattamento in danno di guardie tedesche a Dachau". Questa indagine venne affidata al tenente colonnello Joseph Whitaker che interrogò, tra gli altri, il colonnello Howard Buechner (all'epoca colonnello dell'esercito degli Stati Uniti e medico presso il 3º battaglione del 157º Fanteria). I risultati non contraddissero la versione di Sparks: Buechner, infatti, riferì di essere arrivato nel cortile, dove i soldati tedeschi erano stati fucilati, verso le 16, e che vide 15 o 16 soldati tedeschi morti e altri feriti, distesi lungo il muro. Buechner disse di presumere che alcuni di questi fossero stati colpiti mentre stavano muovendosi (quindi forse fuggendo), ma non ebbe modo di esaminare da vicino la situazione. Aggiunse che lui non conosceva il soldato posto a guardia del cortile e di non sapere a quale compagnia appartenesse.
Buechner, successivamente, in un libro del 1986, intitolato Dachau: The Hour of the Avenger, parlò di 520 soldati tedeschi che erano stati fucilati, tra cui 346 uccisi per ordine di Jack Bushyhead, un ufficiale, nel corso di una presunta esecuzione di massa in ore diverse da quelle della prima sparatoria vicino all'ospedale. Buechner non sarebbe stato però testimone diretto di tali fatti, né alcuna sparatoria fu menzionata nel rapporto ufficiale prodotto dalla commissione d'inchiesta. David L. Israel ha contestato questa nuova versione fornita.
Buechner si è scusato delle azioni commesse dai soldati statunitensi a Dachau e, nel suo libro, in effetti ne porta le giustificazioni, senza negare i fatti o le responsabilità, discostandosi in questo dalle posizioni dei revisionisti.

### Altre fonti
Abram Sachar ha riferito che Alcuni nazisti di guardia al campo furono arrestati e giustiziati sommariamente con i cani da guardia.
Secondo George Stevens Jr. e Michael Seltzer, 122 prigionieri di guerra SS sono stati uccisi nella prima ora.
Secondo Jürgen Zarusky (1997 articolo del 'Dachauer Hefte'), 16 uomini delle SS sono stati uccisi nel campo dai militari USA e uno da un internato, 17 nei pressi della Torre B e altri, forse i più numerosi, uccisi dai soldati americani in un "incidente".
Sino a 50 o più guardie sono state uccise dai detenuti furiosi.
Il dettagliato resoconto dell'interrogatorio di Whitaker del maggio 1945 è diventato accessibile nel 1992, così come una raccolta di documenti compilati dal figlio del generale Henning Linden.
Quando vennero scoperti questi fatti i soldati tedeschi superstiti ebbero delle cure. George S. Patton, divenuto governatore militare della Baviera occupata, decise di amnistiare quei soldati e i loro comandanti resisi colpevoli di tali fatti.
Questo eccidio, il principale massacro commesso dalle forze armate statunitensi durante la seconda guerra mondiale, fu messo in relazione con il massacro di Malmédy, e fu commesso dalla stessa unità resasi colpevole del massacro di Biscari in Sicilia nel luglio 1943.